# Pio Marchi
Pio Marchi, noto anche con il nome soprannome di Aviatik, (Carmagnola, 1895 – dicembre 1942), è stato un calciatore italiano, di ruolo mediano.
Era noto come Marchi I per distinguerlo dal fratello minore, anch'egli calciatore della Juventus, Guido o Marchi II. Morì nel dicembre 1942 a seguito di un'incursione aerea.

## Carriera
Amante del gioco aereo e meno dotato tecnicamente del fratello, fece il suo esordio con la Juventus contro il Brescia l'8 febbraio 1920 in un pareggio per 0-0, mentre la sua ultima partita fu contro l'Inter il 23 maggio 1920 in una sconfitta per 1-0. Nella sua unica stagione bianconera collezionò 9 presenze ed una rete.
Gli venne dedicato uno dei campi di allenamento siti a fronte lo Stadio Comunale, e fu disputata nel 1945 una partita (Juventus-Torino) a scopo benefico dove in palio c'era la Coppa Pio Marchi, per ricordare la sua tragica morte.

## Statistiche

### Presenze e reti nei club
| Stagione        | Club            | Campionato      | Campionato | Campionato |
| Stagione        | Club            | Comp            | Pres       | Reti       |
| --------------- | --------------- | --------------- | ---------- | ---------- |
| 1919-1920       | Juventus        | Prima Categoria | 9          | 1          |
| Totale Juventus | Totale Juventus |                 | 9          | 1          |
| Totale carriera | Totale carriera |                 | 9          | 1          |